# ドナルド・フーブラ
ドナルド・B・フーブラ（Donald B. Hoobler, 1922年6月28日 - 1945年1月3日）は、アメリカ合衆国の軍人。第二次世界大戦中、アメリカ陸軍の第101空挺師団第506落下傘歩兵連隊第2大隊E中隊に所属した。最終階級は伍長。
HBOが制作したTVシリーズ『バンド・オブ・ブラザース』では、ピーター・マッケイブ（Peter McCabe）が演じた。

## 経歴
1922年、オハイオ州マンチェスターにて生を受ける。兄弟は姉が1人と兄が1人いた。1940年、地元のマンチェスター高校（Manchester High School）を卒業。

### 軍歴
1940年10月15日、フーブラはオハイオ州兵に入隊する。1941年11月、ミシシッピ州キャンプ・シェルビーにて訓練を受けていた折、父の死を受けて州兵を除隊。1942年7月22日、ケンタッキー州フォート・トーマスにて陸軍に入隊。同郷の友人ロバート・レイダー、ウィリアム・ホーヴェル（William Hovell）と共にE中隊の一員となった。
第二次世界大戦中、フーブラは第101空挺師団第506落下傘歩兵連隊第2大隊E中隊に所属し、ノルマンディー上陸作戦やマーケット・ガーデン作戦に参加した。
1944年12月にはバルジの戦い最中のバストーニュにいた。その年のクリスマスイブ、フーブラとレーダーは「クリスマスプレゼント」と称して部下の歩哨勤務を肩代わりしている。
フーブラの死因は戦闘外の負傷であった。1945年1月3日、バストーニュにて携帯していたピストル（ドイツ兵から鹵獲したもの）が有刺鉄線に引っかかって暴発した。銃弾は大腿に当たって主要動脈を切断し、これによる出血多量が直接の死因となりフーブラは死亡した。
当時フーブラと同じ小隊に配属されていたデイヴィッド・ケニヨン・ウェブスター上等兵によれば、フーブラは戦争を非常に楽しんでいる風であったという。

## 埋葬
遺体は故郷マンチェスターの墓地に埋葬された。

## 『バンド・オブ・ブラザース』
TVシリーズ『バンド・オブ・ブラザース』にもフーブラが登場し、拳銃事故で死亡する場面も再現されている。なお、劇中ではこの拳銃がルガーP08として描かれているが、実際にはM1911ピストルか、ベルギー製.32口径自動式拳銃であったとされる。